# كيفن سكوت (لاعب كرة قدم أمريكية)
كيفن سكوت (بالإنجليزية: Kevin Scott)‏ هو لاعب كرة قدم أمريكية أمريكي، ولد في 19 مايو 1969 في فينيكس في الولايات المتحدة.

## وصلات خارجية
- كيفن سكوت على موقع مرجع كرة القدم المحترفة.كوم (الإنجليزية)